# Борго Манара (Ферара)
Борго Манара (итал. Borgo Manara) је насеље у Италији у округу Ферара, региону Емилија-Ромања.
Према процени из 2011. у насељу је живело 47 становника. Насеље се налази на надморској висини од -2 м.